# Bénigne Vachet
Bénigne Vachet (Dijon, 31 de outubro de 1641 - Paris, 19 de janeiro de 1720) foi um missionário e padre católico francês, que exerceu sua missão no sudeste da Ásia e em particular no Império do Sião e na Cochinchina.

## Biografia
Bénigne abraçou o estado eclesiástico e dedicou grande parte de sua vida ao ofício apostólico. Participou de missões estrangeiras, e depois de pregar em muitos países da Ásia e África, voltou à sua terra natal e morreu em Paris, deixando manuscritos sobre suas viagens.